# Chung kết UEFA Champions League 2004
Trận chung kết UEFA Champions League năm 2004 là trận chung kết thứ mười hai của UEFA Champions League và là trận chung kết thứ bốn mươi chín của Cúp C1 châu Âu. Đây là trận đấu giữa Porto của Bồ Đào Nha và A.S. Monaco của Pháp trên Arena AufSchalke ở Gelsenkirchen, Đức vào ngày 26 tháng 5 năm 2004. Với chiến thắng 3–0, Porto lần thứ hai giành Cúp C1 châu Âu

## Đường đến trận chung kết
| Team                | Pld | W | D | L | GF | GA | GD  | Pts |
| ------------------- | --- | - | - | - | -- | -- | --- | --- |
| AS Monaco           | 6   | 3 | 2 | 1 | 15 | 6  | +9  | 11  |
| Deportivo La Coruña | 6   | 3 | 1 | 2 | 12 | 12 | 0   | 10  |
| PSV Eindhoven       | 6   | 3 | 1 | 2 | 8  | 7  | +1  | 10  |
| AEK Athens          | 6   | 0 | 2 | 4 | 1  | 11 | −10 | 2   |

| Team        | Pld | W | D | L | GF | GA | GD | Pts |
| ----------- | --- | - | - | - | -- | -- | -- | --- |
| Real Madrid | 6   | 4 | 2 | 0 | 11 | 5  | +6 | 14  |
| Porto       | 6   | 3 | 2 | 1 | 9  | 8  | +1 | 11  |
| Marseille   | 6   | 1 | 1 | 4 | 9  | 11 | −2 | 4   |
| Partizan    | 6   | 0 | 3 | 3 | 3  | 8  | −5 | 3   |

## Chi tiết trận đấu
| AS Monaco | 0–3        | Porto                                         |
| --------- | ---------- | --------------------------------------------- |
|           | (Chi tiết) | Carlos Alberto 39' · Deco 71' · Alenichev 75' |

| AS Monaco | Porto |

| |    |                     |  |     |
| |    |                     |  |     |
| TM | 30 | Flavio Roma         |  |     |
| RB | 4  | Hugo Ibarra         |  |     |
| CB | 27 | Julien Rodriguez    |  |     |
| CB | 32 | Gaël Givet          |  | 72' |
| LB | 3  | Patrice Evra        |  |     |
| CM | 14 | Édouard Cissé       |  | 64' |
| CM | 7  | Lucas Bernardi      |  |     |
| CM | 15 | Andreas Zikos       |  |     |
| RW | 8  | Ludovic Giuly (ĐT)  |  | 23' |
| LW | 25 | Jérôme Rothen       |  |     |
| CF | 10 | Fernando Morientes  |  |     |
| Dự bị: |    |                     |  |     |
| TM | 29 | Tony Sylva          |  |     |
| HV | 19 | Sebastien Squillaci |  | 64' |
| TV | 6  | Jaroslav Plašil     |  |     |
| TV | 35 | Hassan El Fakiri    |  |     |
| TĐ | 18 | Shabani Nonda       |  | 72' |
| TĐ | 9  | Dado Pršo           |  | 23' |
| TĐ | 24 | Emmanuel Adebayor   |  |     |
| Huấn luyện viên: |    |                     |  |     |
| Didier Deschamps Cầu thủ xuất sắc nhất trận đấu: Deco Trợ lý trọng tài Jens Larsen Jørgen Jepsen Trọng tài thứ tư Knud Erik Fisker |    |                     |  |     |

|                  |    |                      |     |     |
|                  |    |                      |     |     |
| TM               | 99 | Vítor Baía           |     |     |
| RB               | 22 | Paulo Ferreira       |     |     |
| CB               | 2  | Jorge Costa (ĐT)     | 77' |     |
| CB               | 4  | Ricardo Carvalho     |     |     |
| LB               | 8  | Nuno Valente         | 29' |     |
| RM               | 23 | Pedro Mendes         |     |     |
| CM               | 6  | Costinha             |     |     |
| LM               | 18 | Maniche              |     |     |
| AM               | 10 | Deco                 |     | 85' |
| CF               | 11 | Derlei               |     | 78' |
| CF               | 19 | Carlos Alberto Gomes | 40' | 60' |
| Dự bị:           |    |                      |     |     |
| TM               | 1  | Nuno Espírito Santo  |     |     |
| HV               | 5  | Ricardo Costa        |     |     |
| HV               | 17 | Bosingwa             |     |     |
| TV               | 3  | Pedro Emanuel        |     | 85' |
| TV               | 15 | Dmitri Alenichev     |     | 60' |
| TĐ               | 9  | Edgaras Jankauskas   |     |     |
| TĐ               | 77 | Benni McCarthy       |     | 78' |
| Huấn luyện viên: |    |                      |     |     |
| José Mourinho    |    |                      |     |     |